# Перегинець
Перегінець (пол. Perehiniec) — гірський потік в Україні, у Богородчанському районі Івано-Франківської області. Лівий доплив Бистриці Солотвинської (басейн Дністра).

## Опис
Довжина потоку приблизно 9,57 км, найкоротша відстань між витоком і гирлом — 8,09 км, коефіцієнт звивистості потоку — 1,18 . Висота витоку 690 м над рівнем моря, висота гирла 500 м над рівнем моря, падіння потоку 190 м, похил потоку 19,85 м/км. Формується багатьма безіменними струмками. Потік тече у Східних Карпатах на Бойківщині.

## Розташування
Бере початок на північно-східних схилах гори Турава (940,4 м). Тече переважно на південний схід через Богрівку, північно-східну частину Яблуньки і на південній стороні від села Кривець впадає у річку Бистрицю Солотвинську, ліву притоку Бистриці.

## Цікавий факт

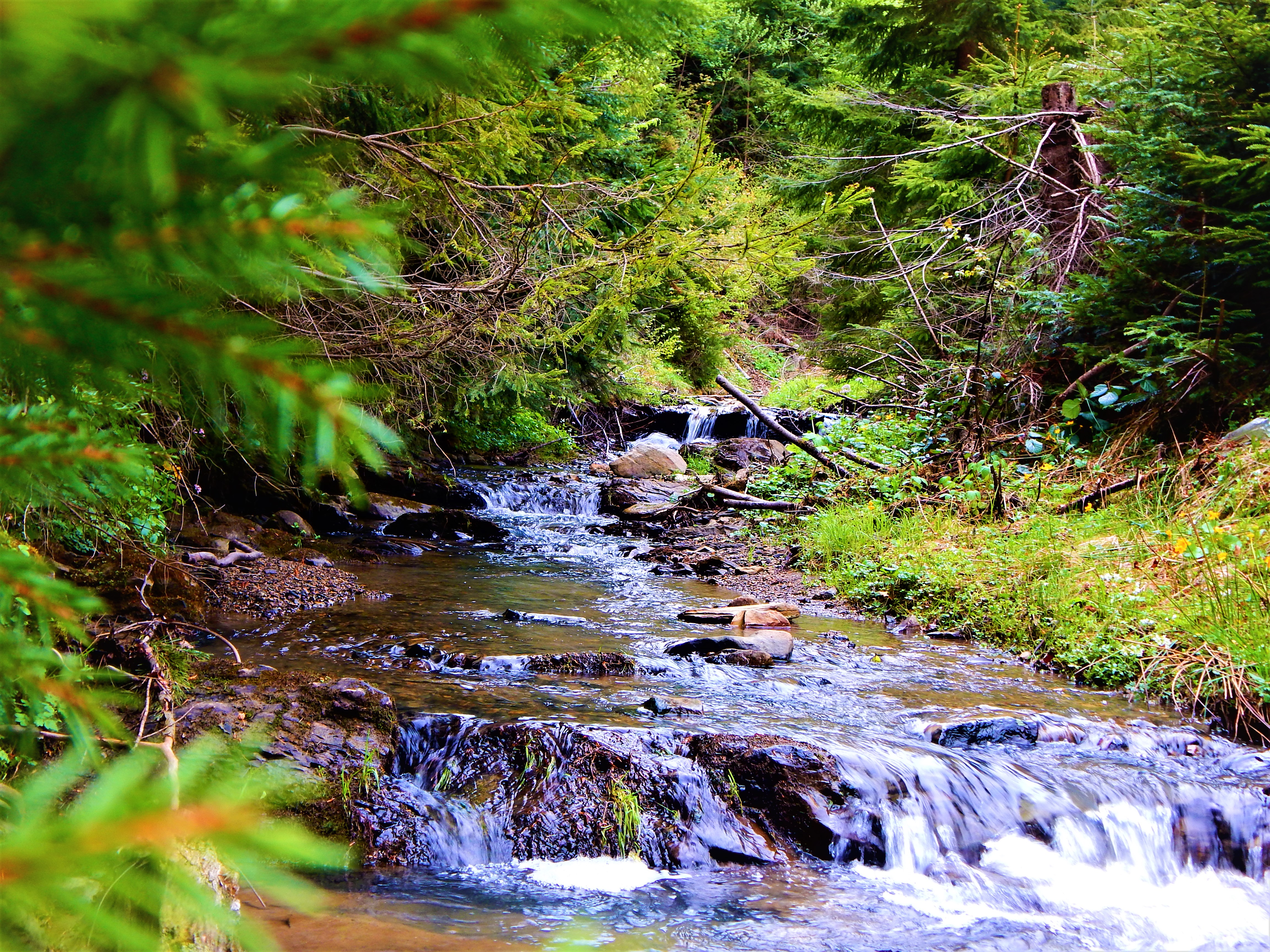
Перегінець

- ПерегінецьУ селі Яблунька потік перетинає автошлях Р38.